# Kybljary
Kybljary, česky a slovensky dříve Kibral nebo Kobyláry (ukrajinsky Кибляри, maďarsky Köblér), jsou obec v územní komunitě Seredné, v okrese Užhorod v Zakarpatské oblasti Ukrajiny. V roce 2025 žilo v Kybljarech 791 obyvatel; v celé obci 2029 obyvatel.

## Části obce
- Kybljary
- Hajdoš
- Linci[3]

## Historie
Je pravděpodobné, že obec vznikla koncem 15. nebo počátkem 16. století. Patřil rodině Dobo z Ruského.  V písemných pramenech ze 16. a 17. století byla obec uváděna jako "Keobler", "KobIjar", "Kyblar"  Do uzavření Trianonské smlouvy byly Kybljaty součástí Uherska, poté (pod názvy Kibral a později Kobyláry) součástí Československa. Od roku 1945 byly Kybljary součástí Ukrajinské sovětské socialistické republiky, která byla součástí SSSR. Od roku 1991 jsou součástí nezávislé Ukrajiny.

## Rodáci
- Ida Davidovičová (* 1912), velitelka zdravotní čety 1. československé samostatné brigády[4]
- Milan Husinec (* 1919), scénograf[5]
- Vasyl Chymynec (* 1970), ukrajinský diplomat[6]
- Michajlo Mytrovka (* 1948), ukrajinský dirigent a hudební pedagog